# Rupert Klingseis
Rupert Klingseis OSB (* 5. Januar 1890 in München; † 6. April 1950 in Pjöngjang, Nordkorea) war ein deutscher römisch-katholischer Geistlicher, Ordensmann, Missionar und Märtyrer. 

## Leben
Josef Klingseis trat nach dem Abitur im Herbst 1910 als Novize in das Kloster St. Ottilien der Benediktinerkongregation von St. Ottilien ein und legte am 8. Oktober 1911 unter dem Ordensnamen Rupert die erste Profess sowie am 11. Oktober 1914 die ewige Profess ab. Er studierte in Rom, München und Ettal und wurde am 16. Juli 1915 zum Priester geweiht. Dann lehrte er Philosophie in St. Ottilien. 1930 ging er nach Korea in das Missions-Kloster Tokwon bei Wŏnsan und übernahm den Lehrstuhl von Chrysostomus Schmid. Nach der Besetzung des Klosters Tokwon durch die koreanische kommunistische Geheimpolizei am 10. Mai 1949 kam er zusammen mit Bischof Bonifatius Sauer in das Gefängnis von Pjöngjang und starb dort im April 1950 an Unterernährung.

## Gedenken
Die Römisch-katholische Kirche in Deutschland hat Pater Rupert Klingseis als Märtyrer in das deutsche Martyrologium des 20. Jahrhunderts aufgenommen.